# 山陽方言
山陽方言（さんようほうげん）とは、山陽地方（岡山県・広島県・山口県）と島根県石見地方で話される日本語の方言の総称である。東条操の方言区画ではさらに東山陽方言と西中国方言に分けられる。東山陰方言とともに中国方言に含まれるが、文法や発音において山陰と山陽の間に対立項が存在し、中国地方の方言を山陰方言／山陽方言に区分できる要素もある。

## 区分
- 西日本方言
  - 中国方言
    - 山陽方言
      - 東山陽方言
        - 岡山弁
          - 美作弁
          - 備前弁
          - 備中弁

        - 備後弁
          - 福山弁

      - 西中国方言
        - 安芸弁（広島弁）
        - 石見弁
        - 山口弁
          - 周防弁
          - 長州弁

## 発音
アクセント
ほぼ全域が東京式アクセントである。岡山県（新見地域を除く）と広島県福山市周辺が内輪東京式、岡山県新見市周辺・広島県（福山市周辺のぞく）・山口県・島根県石見地域西部が中輪東京式、島根県石見地域東部が外輪東京式である。
母音
全体的に表日本式音韻体系で、母音はしっかりと発音し、無声化は起こらない。母音「ウ」は、他の西日本と同様に、唇を左右から寄せてかなり丸めて発音する（[u]）。ただし山陰側の石見弁は若干無声化がみられ、ウも[ɯ]に近い。
連母音融合
特に岡山弁などの東山陽方言域では連母音の融合が盛んである。例えば東山陽方言域では「アイ」という連母音は地域によって「エァー[æː]」「エー」「ャー」などに変化する（例：赤い→アケァー、アケー、アキャー）。いっぽう広島弁などの西中国方言域では「アイ」という連母音は「アー」に変化する（例：赤い→アカー）。「を」「は」などの助詞も、前の母音と融合して、「手紙を」は「テガミュー」「テガミョー」、「酒を」は「サキョー」、「酒は」は「サキャー」などに変化する。

## 文法

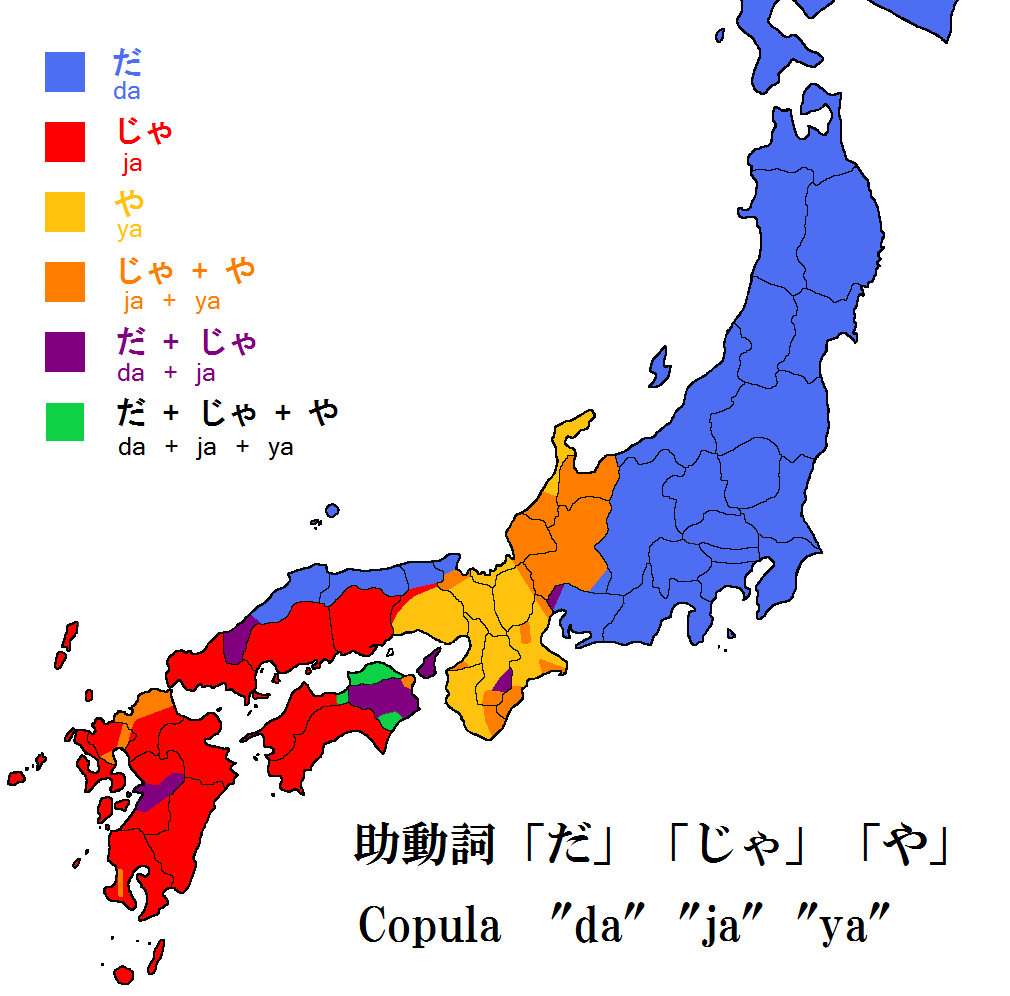
断定の助動詞「だ」「じゃ」「や」の分布。山陽は「じゃ」、山陰は「だ」を用いる。

文法は西日本方言に広く共通する特徴を備えている。
断定「じゃ」
断定の助動詞には「じゃ」を用いる。（島根県石見地域および広島県北部、岡山県北部は「だ」がある。）
「よる」「とる」
他の西日本・九州と同様、進行態と完了態の区別がある。進行態（今〜している）には「〜よる」を使い、完了態（〜してしまっている）には「〜とる・ちょる」を使う。例）「雨が降りよる（今雨が降っている）」と「雨が降っとる（雨が降った形跡がある）」を使い分ける。進行態は、地域によっては「降りょーる」のように発音される。完了態は「〜とる」の地域が広いが山口県では「〜ちょる」と言う。
「けえ」「けん」
理由の接続助詞には「けえ」「けん」を用いる。これは中国、四国、九州北部に広く共通する特徴である。
活用形の音便
形容詞の連用形は、他の西日本方言と同様「白うなる」のようにウ音便を用いる。
ア行（ワ行）五段動詞の連用形は、他の西日本方言と同様に「洗うた」のようにウ音便を用いる。（ただし広島県北部の一部に促音便を用いる地域がある。）
サ行五段動詞の連用形は「出した→出いた」のようにイ音便が起こる。
打ち消し
他の西日本方言と同じく、動詞の打ち消しは「〜ん」を用いる。
不可能
近畿・四国・北部九州と同様に「よう 〜せん（〜することが出来ない）」と言う場合、「能力的に不可能である」とする表現として用いる。例えば「よう泳がん」と言えば｢泳ぐ能力がない｣の意となるが、「泳げん、泳がれん」と言えば｢状況的に泳げる環境にない｣の意となる。
意志形
未然形に「う」の付いた意志形は、意志・勧誘だけでなく推量も表す。例えば「書くだろう」の意味で「書こう」、「高いだろう」の意味で「高かろう」と言うことがある。その活用形は、上一段動詞は「おきゅう」（起きよう）のような「〜ュー」形または「おきょお」のような「〜ョー」形を用いる。下一段動詞は「あきょお」（開けよう）のような「〜ョー」形を用いる。
形容動詞
形容動詞の終止形に「静かな」のような連体形と同じ形を用いる。（例）「今日は静かな」（＝静かだ）、「昨日は静かなかった/静かなった」（＝静かだった）。

## 東山陽方言と西中国方言の差異
東条操は山陽の方言を東山陽方言と西中国方言に分けているが、両者に特段のちがいは存在しないものの、抽出可能な差異として以下があげられる。
過去否定
過去否定に東山陽では「…なんだ」を頻用するが、西中国では「…ざった」を頻用する。
逆説助詞
逆接助詞に東山陽では「…けど」｢…けーど」を用いるが、西中国では「…が」を頻用する。
連母音「アイ」
「アイ」連母音は東山陽で「エァー/ャー」になるが、西中国で「アー」となる。

## 山陰方言との対立項
山陰方言との間には語彙や多くの文法要素において共通部分が多いが、断定助動詞の「だ/じゃ」、ワ行五段動詞連用形「促音便/ウ音便」など対立する要素がある。比較的スタンダードな西日本的文法を備える山陽に対し、山陰は他の西日本全てと対立する文法要素（断定「だ」、ワ行五段動詞促音便）があり、それらは東日本方言と共通する。石見弁は、山陽方言に含まれるが、断定の「だ」を用いるなど山陰方言の要素もある。広島県や岡山県の北部でも「だ」を用いる地域がある。また広島県北西部にワ行五段動詞連用形の促音便があり、中国地方内陸部は山陽方言と山陰方言の遷移地帯となっている。
また山陰には連母音「アウ→アー」の変化があり、これは全国でも山陰方言（東山陰方言、雲伯方言）のみに見られる現象であり、山陽方言には存在しない。